# Lobotorna albapex
Lobotorna albapex là một loài bướm đêm trong họ Noctuidae.